# Thelypteris yungensis
Thelypteris yungensis är en kärrbräkenväxtart som beskrevs av Alan Reid Smith och M. Kessler. Thelypteris yungensis ingår i släktet Thelypteris och familjen Thelypteridaceae. Inga underarter finns listade.